# Aga

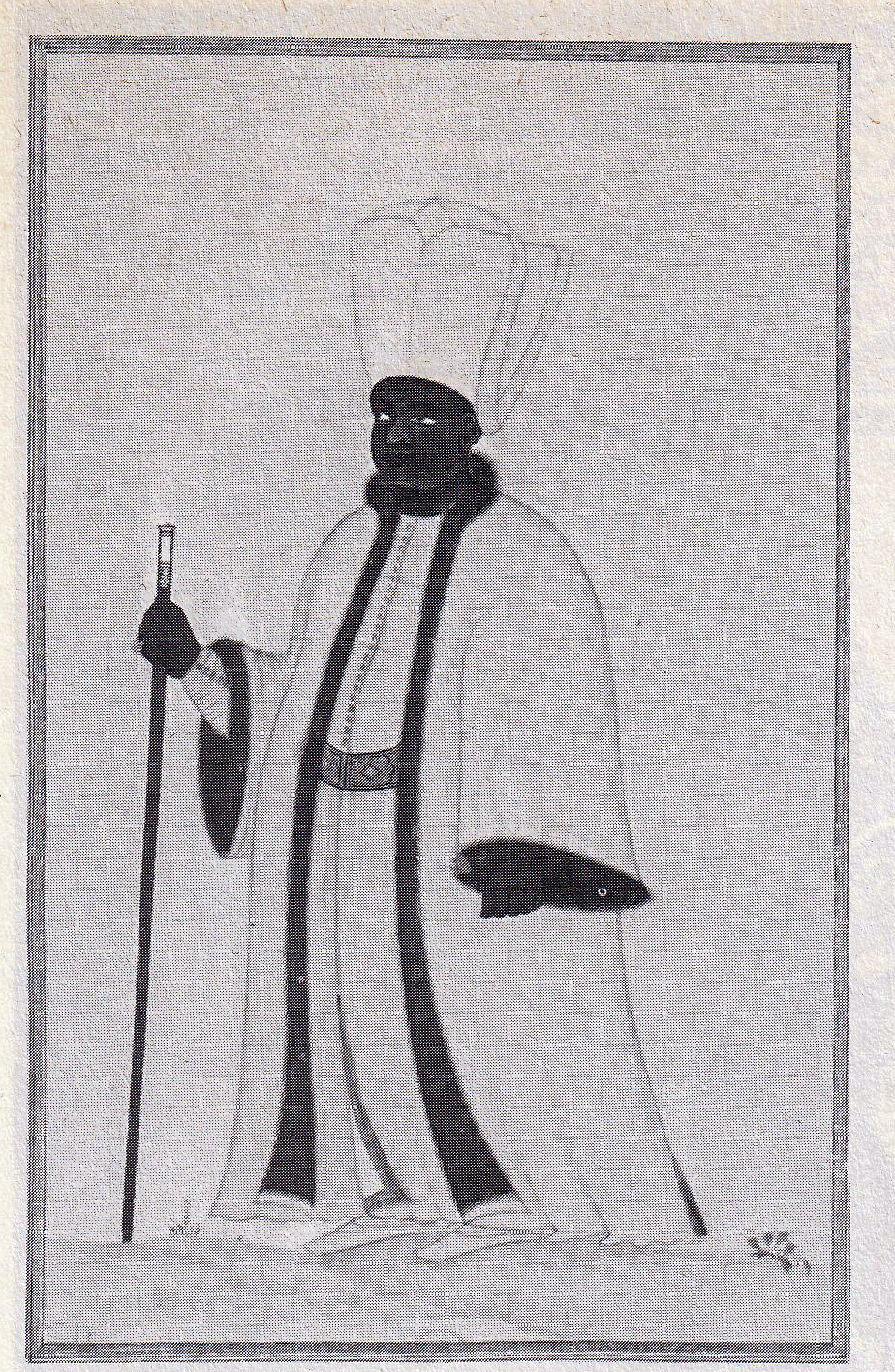
Kizlar aga, a háremben szolgáló fekete eunuchok főnöke

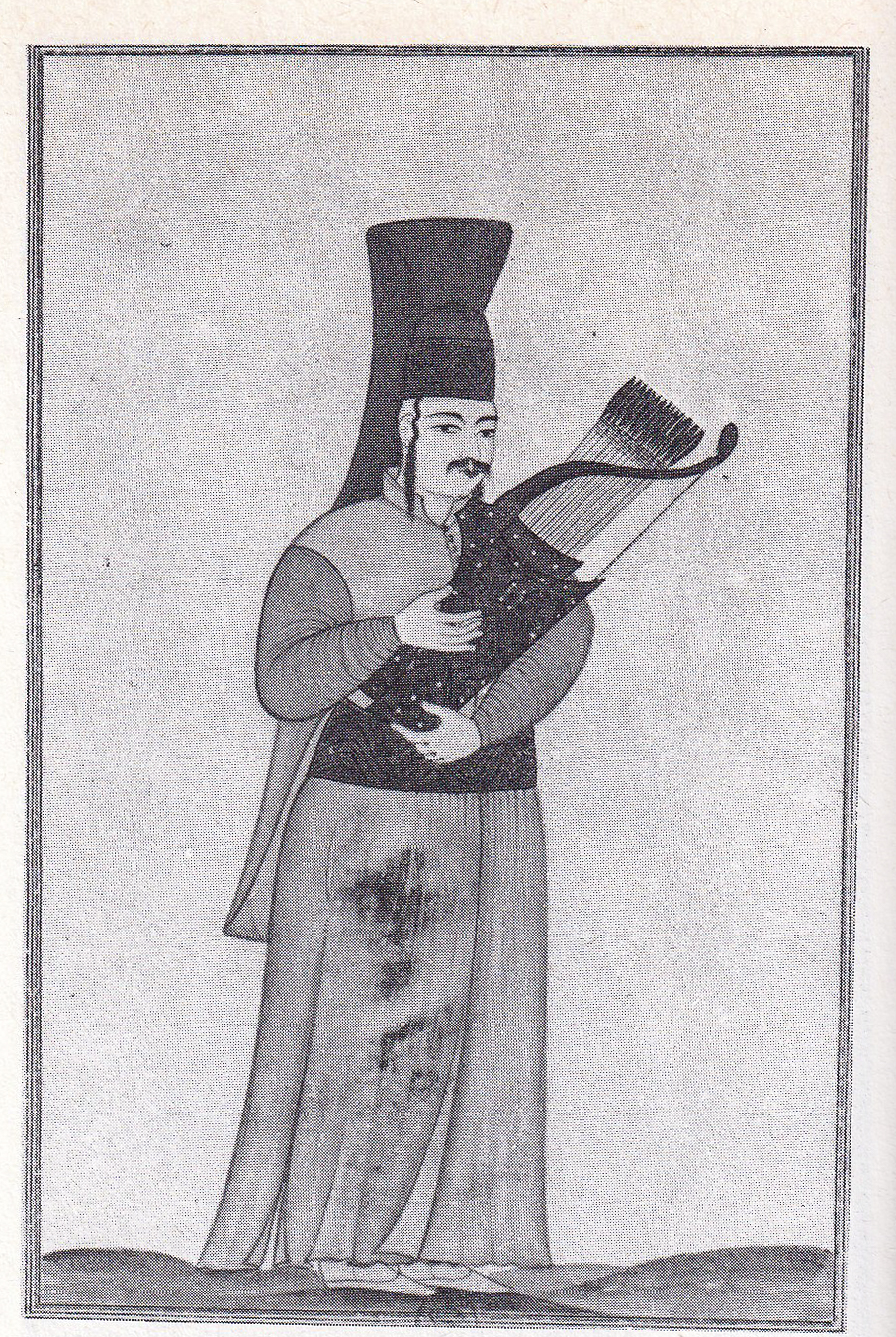
A szultán ruhatáráért és íjáért felelős gárda főnöke, a csukadár aga

Az aga török méltóságnév, megtisztelő cím, vagy annak egy része a polgári életben vagy a hadseregben egyaránt. Az Oszmán Birodalomban különféle katonai egységek élén álló, illetve udvari méltóságokat betöltő személyek címe. A katonai parancsnokokat agajan-i-birunnak (külső agák), az udvari tisztségviselőket agajan-i-enderunnak (belső agáknak) nevezték. Ezt a címet viselte a hadseregben a janicsárság fővezére, a janicsár aga, az azabok és a zsoldos lovasság hadosztályainak vezetői, a várparancsnokok. Az udvari méltóságok közül a hárem és a szultáni szeráj különböző vezető tisztségviselőit nevezték ezen a néven.
Vidéki közösségekben a jelentősebb földbirtokosok megszólítása. Általában a török társadalomban a befolyásos és tisztelt emberek címe, megszólítása.

## Etimológia
Oszmán-török eredetű török szó a régi török aka-ból (mongol aha, mandzsu age 'bátya', megszólításban »úr«, agu, szintén megszólításban »mester, úr«). Eredeti jelentése idősebb fiútestvér, báty volt, majd idősebb személyt és általában urat jelentett.

## Használata
A másodosztályú udvari tisztviselők és az alacsonyabb rangú török tisztek címe volt, míg az efendi elsősorban ugyanezen tisztségek közigazgatási megfelelője. Az udvari agák egyrészt a külső udvari szervezethez vagy a szultáni szerájhoz tartoztak, másrészt a belső udvari szervezethez, avagy háremhez. A szeráj felügyelője a kapu agaszi volt, akit udvari stílusban babi seádet agaszi, azaz a kapu agája, tehát a boldogság kapujának neveztek, a fehér kasztráltak ura, a főudvarmester, akinek felügyelete alá tartozott a chásszoda basi, egy külön kamara vezetője nagyszámú hivatalnokkal, a chandazar basi, a kincstár legfőbb őre, a kilardzsij basi, a legfőbb pinceőr, a csamsir basi, a mosoda felügyelője stb. A hárem felügyelője a kizlar agaszi volt, azaz a leányok agája, avagy a bábi szeádet agaszi, aki a boldogság házának agája, az összes fekete eunuch ura. Felügyelete alá tartozott a válide agaszi, a szultán anyjának agája, a sehzádeler agaszi, a hercegek nevelője, a chazudár agaszi, a háremi kincsek őre, a böjük oda agaszi, a leányok nagytermének felügyelője, küčük oda agaszi, a leányok kistermének felügyelője.
A 19. század végén a szolga urát ágának, uramnak szólította, akárcsak a kérvényező a felsőbb hatóságot (agam: agám, efendim: uram, szultánim: uralkodóm).
A hadseregben az aga cím korábban az egyes hadtestek tábornokait illette meg. Ezek közül a legfontosabbak a janicsár agák (jenicseri agaszi), a dzsebedzsi agaszi (basa), a fegyvermester, a topodzsu agaszi (basa), tüzérség parancsnoka és a lovasság egyes alakulatainak agái. 

## Más nyelvekben
Az aga mint cím, méltóságnév más nyelvekben is használatos különböző rokonértelmű jelentésekben. Az újperzsa nyelvben egyszerűen úr jelentésben használják, női megfelelője a khanum, ami ugyancsak török eredetű szó.

## Fordítás
Ez a szócikk részben vagy egészben  az   Agha (title) című angol Wikipédia-szócikk ezen változatának fordításán alapul.  Az eredeti cikk szerkesztőit annak laptörténete sorolja fel. Ez a jelzés csupán a megfogalmazás eredetét és a szerzői jogokat jelzi, nem szolgál a cikkben szereplő információk forrásmegjelöléseként.